# Leptanilla tanit
Leptanilla tanit är en myrart som beskrevs av Santschi 1907. Leptanilla tanit ingår i släktet Leptanilla och familjen myror. Inga underarter finns listade i Catalogue of Life.